# أحمد ابن المليح
أحمد بن المليح (1916، فاس – )، هو دبلوماسي ووطني مغربي. ظهر نشاطه الوطني من خلال المكانة التي احتلها داخل حزب الاستقلال منذ إنشائه والدور الذي لعبه داخل مكتب المغرب الكبير في القاهرة. بعد استقلال المغرب سنة 1956 تحول من العمل الوطني إلى العمل الدبلوماسي، حيث شغل خلال هذه المرحلة منصب سفير المملكة المغربية في غالبية الدول العربية والشرق الأوسط، مما مكنه من إقامة علاقات وثيقة، ولا سيما على المستويين الاقتصادي والدبلوماسي بين الأنظمة الحديثة في هذه المناطق والمغرب.

## الأصل والوطنية
ولد أحمد بن المليح في فاس بالمغرب في عائلة من التجار ذات أصل عربي أندلسي، درس في جامعة القرويين وانخرط في النضال الوطني كعضو في حزب الاستقلال منذ تشكيله إلى جانب علال الفاسي.
في عام 1937 التحق بالقاهرة حيث أنهى دراسته بحصوله على إجازة في اللغات الشرقية. وكان آنذاك أحد ممثلي المغرب لدى مكتب المغرب العربي العامل من أجل استقلال بلدان المغرب الكبير (المغرب، الجزائر، تونس ) حيث ظل يجالس علال الفاسي، وحبيب بورقيبة، ومحمد خضر حتى استقلال المغرب. عام 1956.
كانت هجرته إلى القاهرة بمثابة جزء من حركة نفي حقيقية للوطنيين المغاربة. فقد شكلت سنوات القطيعة تلك عن القضية الوطنية منعته من العودة إلى المغرب خوفا من السجن من قبل نظام الحماية. لذلك لم يتمكن من العودة إلى المغرب حتى عندما مات والده لحضور جنازته. لكنه عاد في عام 1952 إلى المغرب لفترة وجيزة متنكرا برفقة زوجته وابنته بناء على طلب من حزب الاستقلال، إذ أجبر على إخفاء هويته حتى لا يتم التعرف عليه من قبل السلطات الفرنسية.
ساهم برفقة أعضاء مكتب المغرب العربي، في الإفراج عن عبد الكريم الخطابي عام 1957 في بورسعيد بمصر.

## مهام دبلوماسية
- 1956-1958- الوزير المفوض للمملكة المغربية في مصر وسوريا
- 1961-1963: سفير المملكة المغربية في العراق
- 1963-1964: سفير المملكة المغربية في مصر
- 16 فبراير 1965-1968: سفير المملكة المغربية لدى إيران وتركيا.[3]
- 1971-1972: سفير المملكة المغربية في ليبيا. لأسباب سياسية، كان هناك قطع للعلاقات الدبلوماسية بين البلدين فوضع السفيرين المغربي والليبي تحت الحماية في تونس.
- 1973-1977: سفير المملكة المغربية لدى دول الخليج العربي ( الكويت، البحرين، عمان، قطر، الإمارات العربية المتحدة ). ولعب دورا هاما في إقامة علاقات اقتصادية جيدة معها وخاصة جلب التمويل للمشاريع الكبرى في المغرب. كما حصل على دعم هذه الدول فيما يتعلق بانتماء الصحراء الغربية للمغرب.

## أرشيف
من خلال تدريبه في جامعة القرويين وحصوله على شهادته في اللغات الشرقية من جامعة القاهرة، اعترف أقران أحمد بن المليح بإتقانه للغة العربية وكذلك الفارسية، كما تدل على ذلك بعض الكتابات الأدبية التي عُثر عليها والمراجع التي تشهد على تفوقه في اللغة العربية.

## حياة عائلية
تزوج أحمد بن المليح نجل الحاج طايع وحليمة كنون من إحسان عبد الحميد إبراهيم ابنة مهندس زراعي مصري. كان عبد الكريم الخطابي شاهدا على حفل زفافهما عام 1948. ولد لهما ثلاثة أبناء وهم: سلمى ومروان وخالد.
يكتب اسمه العائلي باللغة الفرنسية بصيغ مختلفة، ترجع كلها إلى الاسم العربي الأصلي (ابن المليح)، ومن هذه الصيغ: بلمليح، بنمليح، بنلمليح.